# Білокопитов Микола Григорович
Микола Григорович Білокопитов (нар. 11 лютого 1954, Мелітополь, УРСР — пом. 15 грудня 2023) — український сатирик, поет.

## Біографія
Народився 11 лютого 1954 р. в м. Мелітополі Запорізької області. Дитинство пройшло в селищі Кушугум Запорізького району, де він закінчив середню школу.
Закінчив Український поліграфічний інститут імені Івана Федорова.
Працював літературним редактором в наукових журналах та журналістом у запорізьких газетах.
Поет-сатирик, критик, журналіст. Автор книг «Вовча наука» (1991), «Міні знову в моді» (1994), «Нечиста сила» (1995), «Без паніки» (2004), «Весела парочка» (2006), «Бізнес баби Федори» (2007), «Принциповий флюгер» (2008), «Революційні вила», «Камасутра в тролейбусі» (2015), «Чортзнащо наснилося мені» (2016), «Сповідь екс-ловеласа», «Смішно живемо!» (2017) «Вам таке й не снилося», (2018), «А Вічний Час непоспіхом тече…», «Щоб ви жили в епоху змін!» (2019), «Під фанеру!», «Витребенькувата муза» (2020), «Що на умі, те й на язиці» (2021) та ін.
Лауреат Всеукраїнських літературних премій ім. Степана Руданського (1998), ім. Остапа Вишні (2004), ім. Василя Юхимовича (2010), ім. Степана Олійника (2017), літературно-мистецької премії ім. Петра Ребра (2016) та Міжнародної літературно-мистецької премії ім. Пантелеймона Куліша (2019). Лауреат Всеукраїнського конкурсу сатири й гумору «Вишневі усмішки», лауреат Всеукраїнського конкурсу байки в Запоріжжі та Чернівцях, багаторазовий переможець обласних конкурсів «Пересмішник» серед авторів-виконавців.
Член НСПУ з 1996, НСЖУ з 1983.
Помер 15 грудня 2023 року..